# Kopov eslovaco
El Slovenský kopov (Cazador eslovaco) es una raza de perro de caza de tamaño medio de tipo sabueso.
Originario de Eslovaquia, se crio para la caza de jabalí, no como animal de compañía ni Showdog. Aparece listado por la FCI bajo la raza número 244, grupo 6, sabuesos y razas similares, sección 1.2 cazadores de tamaño medio.
En Estados Unidos se promueve como raza poco común para aquellos que buscan un perro de caza singular.
El nombre Cazador de la selva negra o Black Forest Hound parece haberse creado en EE. UU. por marketing, ya que no tiene ninguna relación con la Selva Negra.

## Imágenes

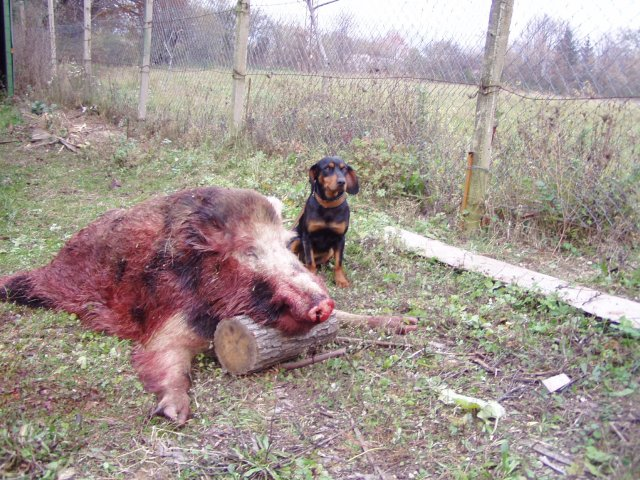
Jabalí y Kopov, comparando tamaños